# Nitruro de cromo
El nitruro de cromo es un compuesto inorgánico cuya fórmula es CrN. Es duro y extremadamente resistente a la corrosión. Se trata de un compuesto intersticial, con átomos de nitrógeno ocupando los huecos octaédricos en el enrejado de cromo: de esta forma, técnicamente no es un compuesto de cromo (III) y no tiene iones nitruro  (N3−). El cromo también forma un segundo nitruro intersticial, el nitruro de dicromo (Cr2N).

## Síntesis
El nitruro de cromo se obtiene mediante la combinación directa de cromo con nitrógeno a una temperatura de 800 C°
{\displaystyle \mathrm {2\ Cr+N_{2}\longrightarrow 2\ CrN} }
También puede ser sintetizado mediante técnicas de deposición física de vapor tales como la deposición mediante arco catódico.

## Aplicaciones
El nitruro de cromo se utiliza como material de revestimiento para resistir la corrosión, en implantes médicos, y en moldaje de plástico.  Además, es un componente valioso en sistemas avanzados de componentes de revestimiento múltiples, tales como CrAlN, para aplicaciones resistentes al desgaste y en herramientas de corte.

## Magnetismo
Algunas propiedades fundamentales del CrN han sido debatidas recientemente en revistas científicas de alto impacto, tales como Nature Materials. En particular, la importancia del magnetismo, tanto en fases de altas temperaturas como en fases de bajas temperaturas, ha sido demostrada mediante cálculos de mecánica cuántica de la estructura electrónica del compuesto.